# Dermatotomo
Il dermatotomo (più raramente dermàtomo) è uno strumento medico utilizzato in chirurgia, specialmente in chirurgia plastica e ricostruttiva.

## Funzionamento

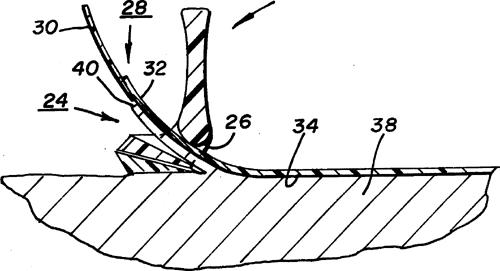
Schema del funzionamento

Questo strumento serve ad eseguire il prelievo di una porzione di cute regolare sia per spessore che per ampiezza. Trova ampio utilizzo nella realizzazione di innesti. Pur esistendone varie versioni e misure in commercio, il dermatotomo è solitamente costituito da una lama che viene fatta scorrere parallelamente alla superficie cutanea. La lama è poi fissata ad un cilindro metallico sul quale viene raccolto od avvolto il lembo prelevato.